# Hermanas de la Sagrada Familia de Burdeos
La Congregación de la Sagrada Familia de Burdeos o también Hermanas de la Sagrada Familia (oficialmente en francés: Sœurs de la Sainte-Famille de Bordeaux) es una congregación religiosa católica femenina de derecho pontificio, fundada por el sacerdote francés Pierre-Bienvenu Noailles, en Burdeos, en 1820. A las religiosas de la congregación se les identifica con el título de Burdeos para diferenciarlas de otros institutos homónimos. Sus miembros posponen a sus nombres las siglas S.F.B.

## Historia

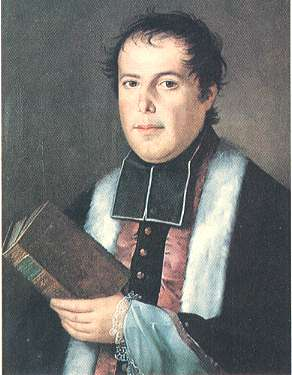
Pierre-Bienvenu Noailles (1793-1861), fundador de la Congregación y de la Asociación de la Sagrada Familia.

Pierre-Bienvenu Noailles, siendo párroco de Santa Eulalia en Burdeos, Francia, y director espiritual de tres jóvenes que querían ser religiosas, entre las que se encontraba su hermana Catherine-Aimée Noailles. Con la aprobación del arzobispo, Charles-François d'Aviau Du Bois de Sanzayil, el 28 de mayo de 1820 se dio inicio formalmente a la primera comunidad con el nombre de Hijas de Nuestra Señora de Loreto. Junto a ellas, Noailles había fundado la Asociación de la Sagrada Familia, conformado por hombres laicos (José), mujeres laicas (María) y de sacerdotes (Jesús). En principio, el fundador dejó en manos de los Oblatos de María Inmaculada la dirección espiritual de las hermanas.
La Congregación recibió la aprobación pontificia de parte del papa Gregorio XVI, en 1831. Con el tiempo cambiaron el nombre por el de Hermanas de la Sagrada Familia.

## Organización
Las Hermanas de la Sagrada Familia se dedican a la pastoral educativa y asistencial, a través de sus escuelas, de la catequesis parroquial y de orfanatos y hogares infantiles. Existen dentro del instituto conventos que han optado por la vida contemplativa, sin separarse de él, manteniendo una representante en el consejo general.
El gobierno de la congregación es centralizado, en la persona de la superiora general y su consejo. A diferencia de la mayoría de los institutos de vida contemplativa, los monasterios contemplativos de la Sagrada Familia no son autónomos y se sujetan al gobierno central de la congregación. La superiora general actual es la religiosa española Ana María Alcalde de Arriba y la casa general se encuentra en Roma.
En 2015, el instituto contaba con unas 1724 religiosas y 256 comunidades (cuatro de ellas monasterios), presentes en Argentina, Bélgica, Bielorrusia, Botsuana, Brasil, Camerún, Canadá, Chad, España, Filipinas, Francia, India, Irlanda, Italia, Lesoto, Pakistán, Perú, Polonia, Reino Unido, República Democrática del Congo, Sri Lanka, Sudáfrica y Uruguay.